# Казабьянка (деревня)
Казабьянка (фр. Casabianca, корс. Casabianca) — коммуна во Франции, находится в регионе Корсика. Департамент коммуны — Верхняя Корсика. Входит в состав кантона Казинка-Фумальто. Округ коммуны — Бастия.
Код INSEE коммуны — 2B069.

## Население
Население коммуны на 2008 год составляло 84 человека.
| 1962 | 1968 | 1975 | 1982 | 1990 | 1999 | 2008 |
| ---- | ---- | ---- | ---- | ---- | ---- | ---- |
| 59   | 72   | 57   | 57   | 36   | 68   | 84   |

## Экономика
В 2007 году среди 44 человек в трудоспособном возрасте (15—64 лет) 29 были экономически активными, 15 — неактивными (показатель активности — 65,9 %, в 1999 году было 60,0 %). Из 29 активных работали 24 человека (20 мужчин и 4 женщины), безработных было 5 (2 мужчины и 3 женщины). Среди 15 неактивных 2 человека были учениками или студентами, 2 — пенсионерами, 11 были неактивными по другим причинам.

## Фотогалерея
- Монастырь Сен-Антуан
- Руины монастыря Сен-Антуан